# Demonic (Testament)
Demonic is het 7e studioalbum van de Amerikaanse metalband Testament, uitgebracht in 1997. Demonic is het eerste album zonder bassist Greg Christian, die de band in 1996 had verlaten na de tournee. Demonic is het enige album van Testament waarbij de band zich meer laat beïnvloeden door deathmetal, dan door het klassieke thrashmetal.

## Tracklist
Alle nummers op Demonic zijn geschreven door Chuck Billy en Eric Peterson, behalve daar waar hieronder genoteerd.
1. "Demonic Refusal" (Billy, Peterson, Derrick Ramirez) – 5:21
2. "The Burning Times" – 5:15
3. "Together as One" (Billy, Peterson, Ramirez) – 4:17
4. "Jun-Jun" (Billy, Peterson, Ramirez) – 3:43
5. "John Doe" – 3:11
6. "Murky Waters" – 3:00
7. "Hatred's Rise" – 3:15
8. "Distorted Lives" – 3:36
9. "New Eyes of Old" – 3:00
10. "Ten Thousand Thrones" – 4:37
11. "Nostrovia" (Billy, Peterson, Ramirez) – 1:32
12. "Rapid Fire" (Judas Priest-cover, K.K. Downing, Glen Tipton, Rob Halford) - 3:42

## Bezetting
1. Chuck Billy - zang
2. Eric Peterson - ritmegitaar & achtergrondzang
3. Gene Hoglan - drums
4. Derrick Ramirez - basgitaar